# Stilpon vockerothi
Stilpon vockerothi är en tvåvingeart som beskrevs av Meg S. Cumming 1992. Stilpon vockerothi ingår i släktet Stilpon och familjen puckeldansflugor.
Artens utbredningsområde är Ontario. Inga underarter finns listade i Catalogue of Life.